# Мадинга, Франсиско
Франсиско Мадинга (англ. Francisco Madinga; род. 11 февраля 2000, Лилонгве) — малавийский футболист, полузащитник грузинского клуба «Дила» и национальной сборной Малави.

## Клубная карьера
Начал карьеру в 2019 году в составе клуба «Майти Уондерерс». Мадинга признавался лучшим игроком июля 2019 года в чемпионате Малави, за что получил 100 тысяч малавийских квач. По итогам сезона «Майти Уондерерс» завоевал серебряные медали чемпионата, уступив «Ньясе Биг Буллетс». В январе 2020 года малавиец заключил двухлетний контракт с грузинской «Дилой». Его переход состоялся благодаря агенту Ави Циони, который увидел игру Мадинги на Кубке КОСАФА. В чемпионате Грузии он дебютировал 1 марта 2020 года в матче против кутаисского «Торпедо» (2:0). Вместе с «Дилой» дважды становился бронзовым призёром чемпионата, выступал в квалификации Лиги конференций УЕФА.

## Карьера в сборной
В составе национальной сборной Малави дебютировал 24 марта 2021 года в матче квалификации Кубка африканских наций 2021 против Южного Судана (1:0). Участник Кубка африканских наций 2021 года в Камеруне. По состоянию на январь 2022 года провёл за сборную 7 официальных игр.

## Достижения
«Майти Уондерерс»
- Серебряный призёр чемпионата Малави: 2019

«Дила»
- Бронзовый призёр чемпионата Грузии (3): 2020, 2021, 2022